# Morro do Chapéu
Morro do Chapéu är en kommun i Brasilien.   Den ligger i delstaten Bahia, i den östra delen av landet, 900 km nordost om huvudstaden Brasília. Antalet invånare är 35 207.
Omgivningarna runt Morro do Chapéu är huvudsakligen savann. Runt Morro do Chapéu är det mycket glesbefolkat, med 2 invånare per kvadratkilometer.